# Agrilus desertus
Agrilus desertus es una especie de insecto del género Agrilus, familia Buprestidae, orden Coleoptera.
Fue descrita científicamente por Klug, 1829.